# Jeffries Wyman
Pour les articles homonymes, voir Wyman.
Jeffries Wyman est un  médecin, un anthropologue et un naturaliste américain, né le 11 août 1814 à Chelmsford, dans le Massachusetts et mort le 4 septembre 1874 à Bethlehem dans le New Hampshire.

## Biographie
Il fait ses études à l’école de médecine d’Harvard et obtient son titre de docteur en 1837. C’est par les enseignements du célèbre chirurgien John Collins Warren (1778-1856) qu’il découvre l’anatomie comparée. De 1841-1842, il vient étudier l’anatomie comparée et l’histoire naturelle à Paris et à Londres où il suit les cours de Sir Richard Owen (1804-1892).
Il devient membre de la Boston Society of Natural History en 1837 et participera activement toute sa vie à ses activités.
Il est conservateur, de 1839 à 1842, au Lowell Institute. Il enseigne l’anatomie et la physiologie d’abord au Hampden-Sidney College (1843-1848) puis à Harvard (1847-1874). Il commence à réaliser un muséum consacré à l’anatomie comparée à partir de sa propre collection. Celui-ci sera installé dans le nouveau bâtiment, Boylston Hall à Harvard.
Il obtient également le poste de professeur d’archéologie et d’ethnologie en 1866 et fonde un musée d’ethnologie. Il est le premier conservateur du Musée Peabody d'archéologie et d'ethnologie.
Il voyage fréquemment et se rend dans le Labrador en 1849, au Suriname en 1857, en Argentine en 1858 et huit fois en Floride de 1852 à 1874 ainsi qu’en Europe en 1853 et 1870.
Il est l’auteur de 200 articles principalement publiés dans l’American Journal of Science et l’American Naturalist. Il est célèbre pour avoir décrit le gorille à partir d’un exemplaire rapporté d’Afrique par Thomas Staughton Savage  (1804-1880).
Wyman est considéré comme un modèle de scientifique et contribue, avec Louis Agassiz (1807-1873) et Asa Gray (1810-1888), à faire d’Harvard l’un des meilleurs centres de recherches des États-Unis.